# 伊太祈曽駅
伊太祈曽駅（いだきそえき）は、和歌山県和歌山市伊太祈曽にある和歌山電鐵貴志川線の駅。駅番号は09。
貴志川線は2006年（平成18年）4月1日に南海電気鉄道から和歌山電鐵に譲渡されたが、その際に伊太祁曽駅から現駅名へと改称（祁→祈）された。和歌山電鐵では、駅名標やパンフレット等の表記について、折を見て修正していく緩やかな方針としており、駅名標や案内サイン等で旧駅名がそのままの箇所がある。
なお、当駅名は伊太祁曽神社および地名に由来するが、神社は「いたきそ」、地名は「いだきそ」と読み、駅名については用字の改称前より「いだきそ」としている。
当駅進入前と発車直後、車内では「毬と殿様」をアレンジしたチャイムを鳴らす。

## 歴史
- 1916年（大正5年）2月15日：山東駅（初代）として開業。
- 1929年（昭和4年）11月：社名変更により山東鉄道の駅となる。
- 1931年（昭和6年）4月28日：社名変更により和歌山鉄道の駅となる。
- 1933年（昭和8年）8月18日：貴志駅までの延伸により中間駅となる。同時に伊太祁曽駅に改称。
- 1957年（昭和32年）11月1日：和歌山電気軌道との合併により同社鉄道線の駅となる。
- 1961年（昭和36年）11月1日：南海電気鉄道との合併により同社貴志川線の駅となる。
- 2006年（平成18年）4月1日：和歌山電鐵への継承により同社貴志川線の駅となる。同時に伊太祈曽駅に改称。
- 2012年（平成24年）1月5日：三毛猫「ニタマ」が駅長に就任。
- 2017年（平成29年）1月5日：三毛猫「よんたま」が駅長見習いに就任[2]。
- 2018年（平成30年）1月5日：三毛猫「よんたま」が駅長に昇格[3]。

## 駅構造
島式ホーム1面2線を持つ地上駅である。
2000年（平成12年）10月からの日前宮駅、岡崎前駅の無人駅化、和歌山電鐵転換時からの貴志駅の無人駅化に伴い、和歌山駅を除いて貴志川線内では唯一の有人駅となった。ただし運賃等の支払いは電車内で行う形になっており、駅窓口ではもっぱら一日乗車券や和歌山電鐵グッズなどの販売を行っている。日中の列車の一部がこの駅で折り返しとなる。ここから先、貴志方面には、行き違いのできる設備が無いため、当駅で必ず上下列車の交換が行われる。ホームの移動には、構内踏切を使う。トイレが設置されている。
構内には車両基地があり、貴志川線で使用される全車両が配置されている。昼間時間帯では通常は全6編成のうち半数の3編成のみが使用されるが、余りとなる編成はすべてここに留置される。和歌山電鐵の本社も当駅構内にあり、貴志川線の中枢となる駅である。

### のりば
| 番線 | 路線      | 方向 | 行先       | 備考                       |
| ---- | --------- | ---- | ---------- | -------------------------- |
| 1    | ■貴志川線 | 下り | 貴志方面   |                            |
| 1    | ■貴志川線 | 上り | 和歌山方面 | 当駅始発の一部列車のみ     |
| 2    | ■貴志川線 | 上り | 和歌山方面 | 上りは原則としてこのホーム |

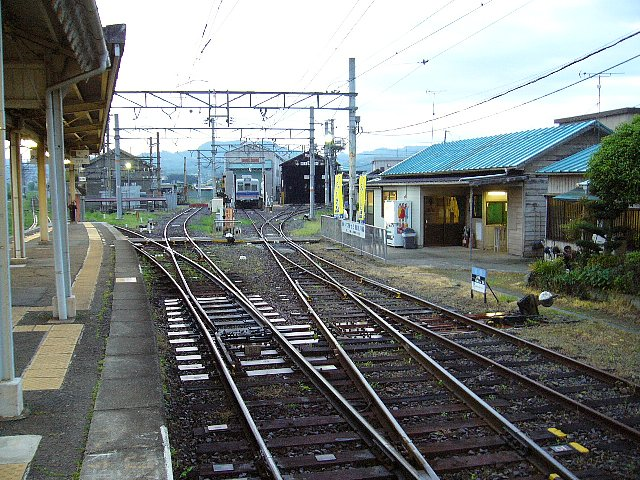
駅構内（2012年3月）
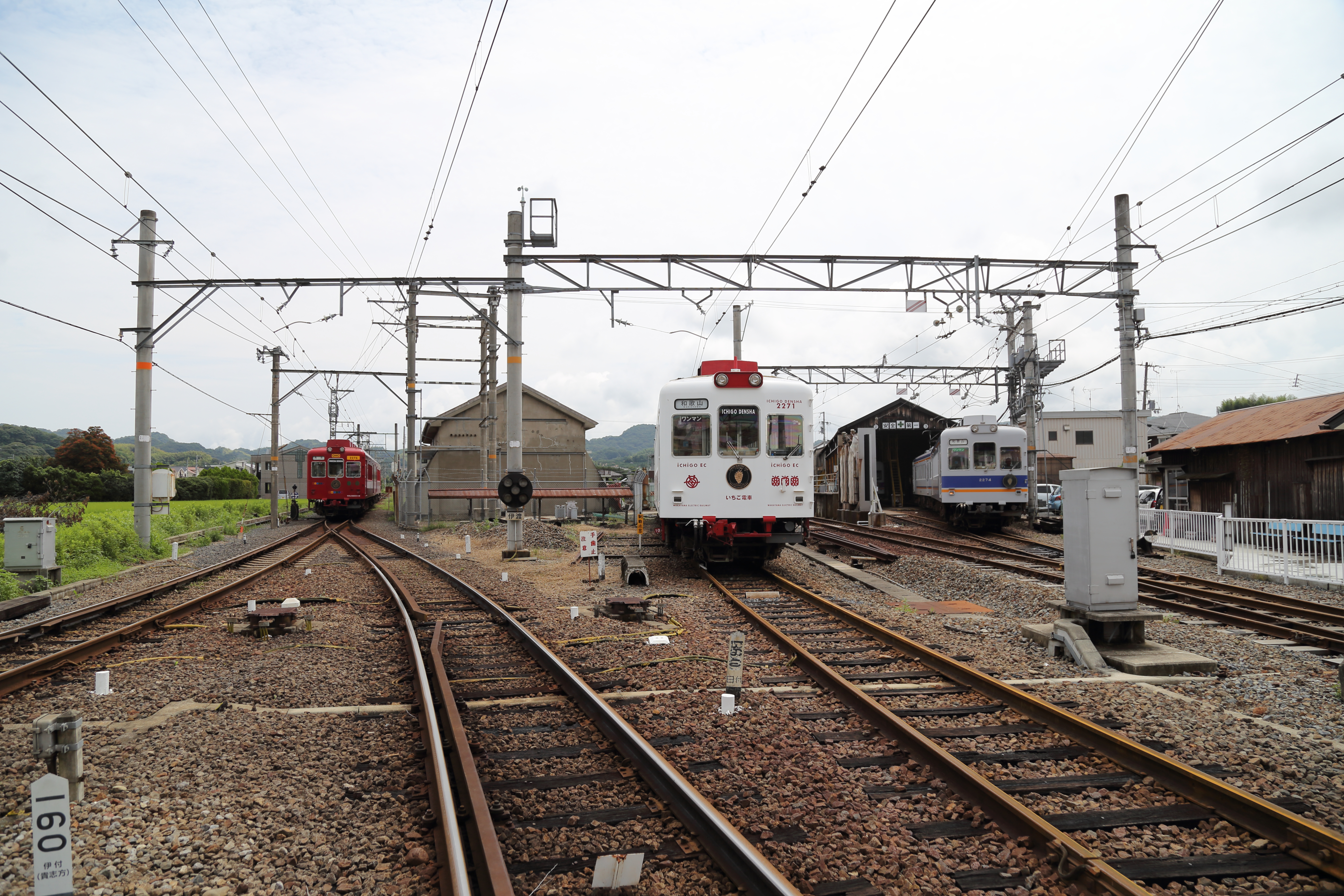
貴志川線（左）と伊太祈曽車両基地（右）（※構内踏切より撮影）

## 利用状況
2020年（令和2年）度の調査結果では、1日平均乗降人員は447人である。
各年度の1日平均乗降人員は下記の通り。
| 年度   | 1日平均 乗降人員 |
| ------ | ---------------- |
| 1980年 | 1,264            |
| 1985年 | 1,033            |
| 1990年 | 900              |
| 1995年 | 875              |
| 2000年 | 583              |
| 2001年 | 569              |
| 2002年 | 529              |
| 2003年 | 481              |
| 2004年 | 490              |
| 2005年 | 493              |
| 2006年 | 513              |
| 2007年 | 510              |
| 2008年 | 634              |
| 2009年 | 625              |
| 2010年 | 624              |
| 2011年 | 623              |
| 2012年 | 618              |
| 2013年 | 656              |
| 2014年 | 653              |
| 2015年 | 872              |
| 2016年 | 825              |
| 2017年 | 808              |
| 2018年 | 776              |
| 2019年 | 738              |
| 2020年 | 447              |
| 2021年 | 453              |

## 駅周辺
- 和歌山電鐵本社
- 伊太祈曽車両基地 - 貴志川線車両の全般検査、重要部検査、月検査、列車検査の全てがここで行われる。
- 伊太祈曽駅前駐車場 - パークアンドライド利用者向け。
- 伊太祁曽神社
- 山東郵便局
- 和歌山県道9号岩出海南線
- 和歌山県道13号和歌山橋本線
- 和歌山県道138号和歌山野上線
- 和歌山県道157号山東停車場線 - 道路の路線名は旧駅名で呼称されている。
- 和田川

## 猫駅長

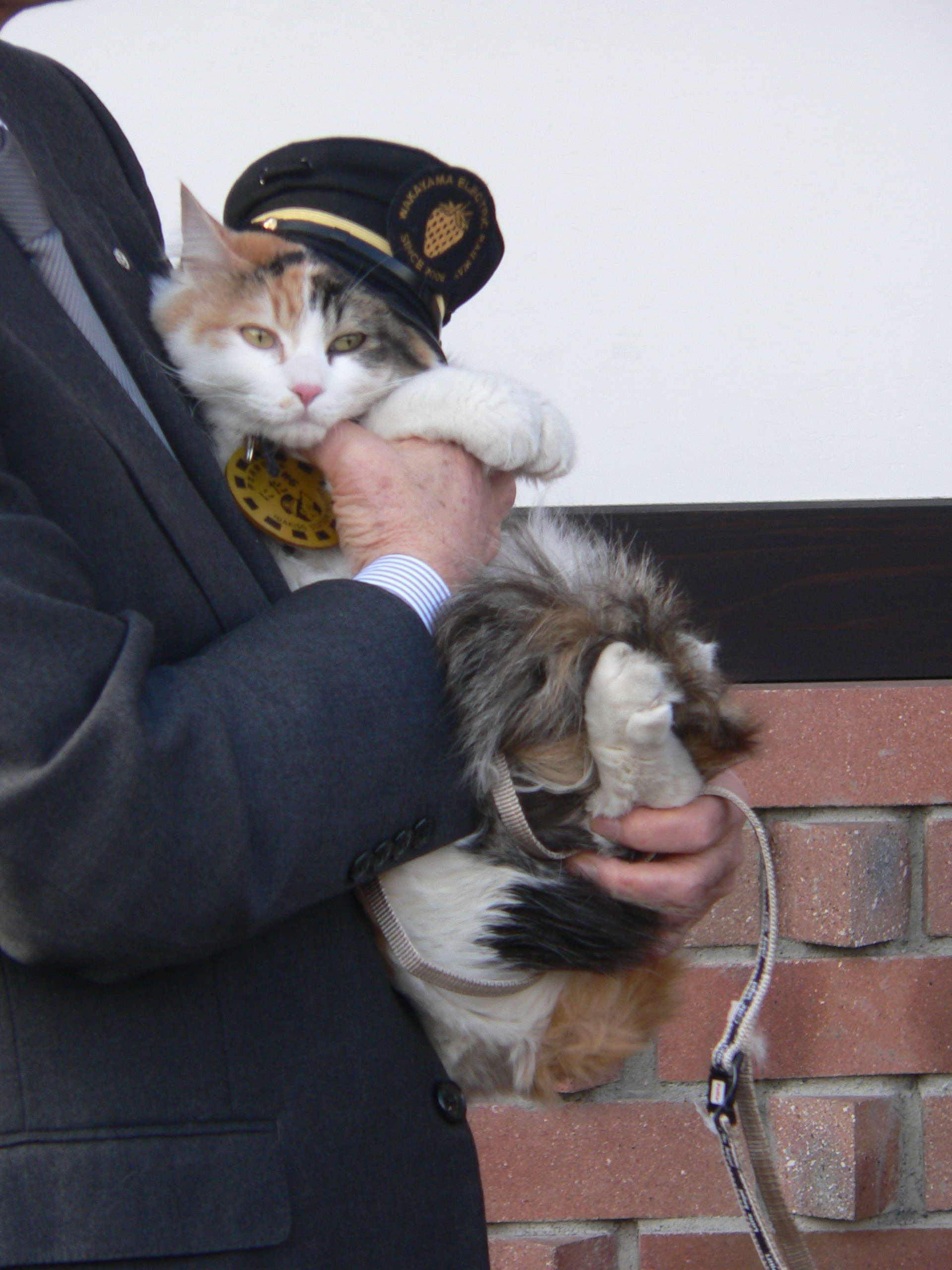
伊太祈曽駅長兼貴志駅長代行のニタマ

2012年（平成24年）1月5日から2015年（平成27年）6月まで虎猫「ニタマ」が伊太祈曽駅の「駅長」に就任していた。
ニタマは2011年（平成23年）春頃、仔猫だった時に岡山市内の国道53号沿いで保護され、同沿線の貴志駅で「猫の駅長」として有名な「たま」つながりというところから和歌山電鐵の親会社である岡山電気軌道が譲り受けた。
2012年（平成24年）2月18日には伊太祈曽駅にも猫用「駅長室」が作られて平日（水曜・木曜休み）はそこで勤務していた。また、たまが休みである日曜や、たまの体調が悪いときはニタマが「貴志駅長代行」を勤めていた。
2015年（平成27年）6月22日にたまが死去したため、ニタマは全日貴志駅での勤務となる（月曜・木曜休み、2015年（平成27年）9月以降は水曜・木曜休み）。
2015年（平成27年）8月11日、たまの後継として「たまⅡ世駅長」を襲名、ニタマは通称となる。
2017年（平成29年）1月5日、「よんたま」が伊太祈曽駅の「駅長見習い」に就任。当初、水曜・木曜の10：00〜16：00までの勤務だったが、4月1日以降は月曜・金曜を除く10：00〜16：00までの勤務となる。
2018年（平成30年）1月5日、「よんたま」が伊太祈曽駅の「駅長」に昇格。併せて、「たまⅡ世駅長」が駅長を務める貴志駅の「駅長代行」に就任。

## 隣の駅
和歌山電鐵
■貴志川線
吉礼駅 (08) - 伊太祈曽駅 (09) - 山東駅 (10)
- （）内は駅番号を示す。